# Жан VIII д’Аркур
Жан VIII д’Аркур (фр. Jean VIII d'Harcourt), 9 апреля 1396 — 17 августа 1424, Вернейль) — титулярный 5-й граф д’Аркур и 5-й  д’Омаль, граф де Мортен, виконт де Шательро, сеньор д’Эльбеф, де Ла-Соссэ, де Л’Ильебон, д’Арсхот и де Мезьер. Французский военачальник.
Сын Жана VII д’Аркура (1369—1452), 4-го графа д’Аркура и д’Омаля (1388—1452), и Марии д’Алансон (1373—1417), дочери Пьера II Доброго, графа Алансонского и Марии де Шамейяр.

## Биография
Жан д’Аркур принимал участие в Столетней войне с Англией. Был лейтенантом и генерал-капитаном в Нормандии. В 1417 году — капитан в Руане, столице Нормандии. В августе 1422 года совершил рейд на английские владения в Нормандии. Разбил 13 августа 1422 года английский гарнизон Бернэ и разграбил город. На следующий день одержал победу над английским отрядом при Мортене. Разгромил английское войско 26 сентября 1423 года в битве при Бруссиньере. Развивая успех, двинулся в Нормандию, где осадил Авранш. Во время осады предпринял рейд на Сен-Ло, где захватил богатую добычу. Авранш взять не удалось, и Жан д’Аркур вернулся в Мэн.
14 августа 1424 года Жан д’Аркур хитростью захватил город Вернейль вместе с Жаном II д’Алансоном, герцогом Алансонским, представив шотландских союзников пленниками-англичанами.
17 августа 1424 года сражался с англичанами в битве при Вернейле, где погиб в бою. Законных детей не имел.
От внебрачная связи с Маргаритой де Preullay, виконтессой де Дре, — сын Людовик II д’Аркур (1424—1479), епископ Безье (1451), архиепископ Нарбонны (1451), епископ Байё (1460), патриарх Иерусалимский (1460—1479)